# Gangni
Gangni è un sottodistretto (upazila) del Bangladesh situato nel distretto di Meherpur, divisione di Khulna. Si estende su una superficie di 341,98 km² e conta una popolazione di 299.607 abitanti (dato censimento 2011).